# Byte Order Mark
Il Byte Order Mark (BOM) è una piccola sequenza di byte che viene posizionata all'inizio di un flusso di dati di puro testo, tipicamente un file, per indicarne il tipo di codifica Unicode.
I byte da usare nelle intestazioni delle varie codifiche sono i seguenti:
| Codifica              | BOM         |
| --------------------- | ----------- |
| UTF-32, big-endian    | 00 00 FE FF |
| UTF-32, little-endian | FF FE 00 00 |
| UTF-16, big-endian    | FE FF       |
| UTF-16, little-endian | FF FE       |
| UTF-8                 | EF BB BF    |

## Utilizzo del BOM
Nel caso di un file o di un'altra sequenza di dati di testo e non binaria, il BOM permette di identificare subito se il testo è in formato Unicode e, in caso affermativo, il tipo esatto di codifica. Ciò è utile quando non si conosce a priori la codifica utilizzata; se invece in una particolare situazione questa è sempre nota i byte del BOM possono risultare inutili o addirittura dannosi.
A seconda delle applicazioni l'uso del BOM può essere obbligatorio, opzionale, oppure potrebbe non essere supportato e causare errori. Un semplice programma come il Blocco note di Windows è in grado di riconoscere la codifica dei file di testo aperti in base al BOM e di mostrarli correttamente nascondendo all'utente i byte iniziali che compongono il BOM stesso.
Un esempio in cui il BOM è sconsigliato è quello dei file PHP in cui la presenza del BOM comporta un output verso il browser impedendo l'utilizzo di session_start() o l'invio di altri header.